# میرجبرئیل پسر میرعمادالدین
سید جبرئیل پسر میرعماد بزرگترین فرزند میر عمادالدین هزارجریبی و سرزنجیرهٔ سادات جبرئیلی است. او با اینکه فرزند ارشد میرعماد بود نتوانست فرمانروایی را از پدر به ارث ببرد زیرا به حکم تیمور لنگ فرمانروایی میرعماد پس از مرگش به یکی از پسرانش (سید عزالدین حسن) که در سپاه او خدمت می‌کرد رسید.
میان فرزندان سید جبرئیل و سید عزالدین حسن بر سر تقسیم قدرت و ملک تا سال‌ها زد و خورد وجود داشته‌است.

## بن‌مایه
1. ↑  «[[لغت‌نامه دهخدا|فرهنگ دهخدا]]». واژه‌یاب. تداخل پیوند خارجی و ویکی‌پیوند (کمک)
2. ↑  سادات هزار جریب سلسله‌ای شیعی در شرق مازندران صفحۀ ۲۴/ نویسنده:عمادی حائری،سید محمد / نشریه: ضمیمه آینه میراث ضمیمه شماره ۱۸ (نشانی اینترنتی)
3. ↑  شجره الامجاد فی تاریخ میرعماد نوشتهٔ سید حسین بنافتی